# Muhamed Konjić
Muhamed Konjić (14 de maig de 1970) és un exfutbolista bosnià de la dècada de 1990.
Fou 39 cops internacional amb la selecció bosniana.
Pel que fa a clubs, destacà defensant els colors de FC Zurich, AS Monaco FC, Coventry City FC i Derby County FC.

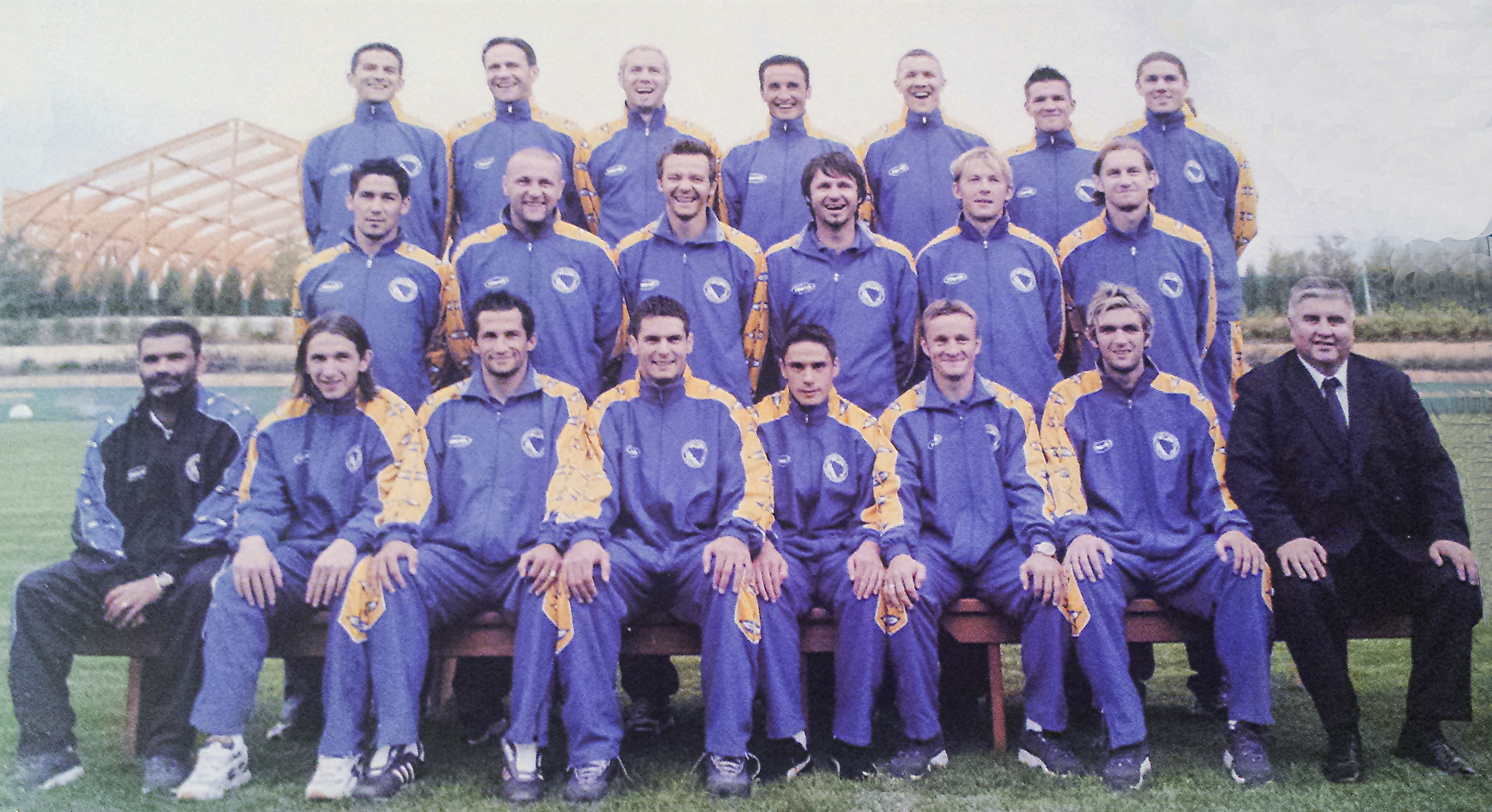
Selecció bosniana a la fase de classificació de l'Eurocopa 2004.